# 0000.Sick
0000.Sick è un singolo del rapper britannico Scarlxrd, pubblicato il 18 ottobre 2018.